# Ancylolomia melanothoracia
Ancylolomia melanothoracia là một loài bướm đêm trong họ Crambidae.